# Łobez Południowy Wąskotorowy
Łobez Południowy Wąskotorowy – zlikwidowany wąskotorowy przystanek osobowy w Łobzie, w województwie zachodniopomorskim, w Polsce. Pierwsze połączenie Łobez uzyskał w 1896 ze Stargardem. 